# 法勒龙
法勒龙（法語：Falleron，法語發音：[falʁɔ̃]）是法国卢瓦尔河地区大区旺代省的一个市镇，属于莱萨布勒多洛讷区。

## 地理
法勒龙（46°52'56"N, 1°42'14"W）面积28.64 平方千米，位于法国卢瓦尔河地区大区旺代省，该省份为法国西部沿海省份，北起大西洋卢瓦尔省和曼恩-卢瓦尔省，西临大西洋，南至滨海夏朗德省，东部及东南部与德塞夫勒省接壤。
与法勒龙接壤的市镇（或旧市镇、城区）包括：图瓦、弗鲁瓦丰、格朗朗德、利涅龙河畔圣克里斯托夫、圣保罗蒙珀尼。

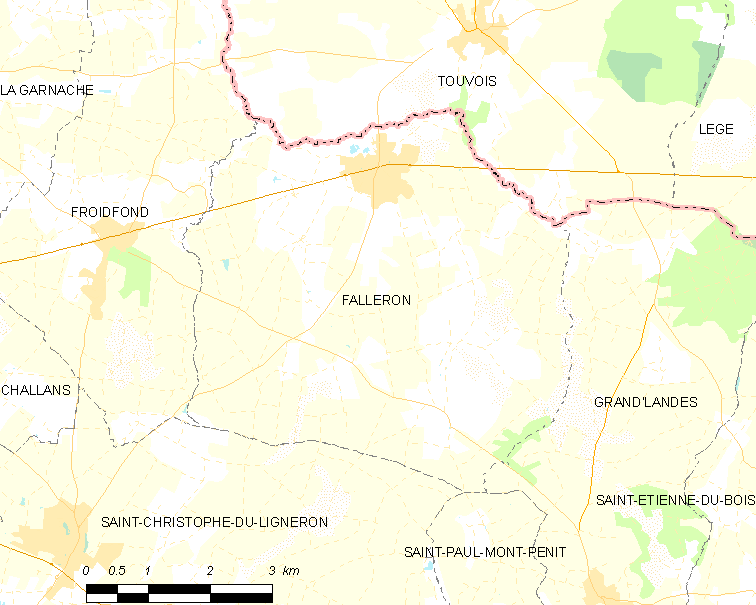
法勒龙的OSM定位图

法勒龙的时区为UTC+01:00、UTC+02:00（夏令时）。

## 行政
法勒龙的邮政编码为85670，INSEE市镇编码为85086。

## 政治
法勒龙所属的省级选区为沙朗县。

## 人口

1962-2008年间法勒龙人口变化图示

法勒龙于2022年1月1日时的人口数量为1704人。